# Katedra Rozwoju i Polityki Lokalnej (WGiSR UW)
Katedra Rozwoju i Polityki Lokalnej – jednostka naukowa Wydziału Geografii i Studiów Regionalnych Uniwersytetu Warszawskiego skupiająca się na badaniu mechanizmów polityki lokalnej i regionalnej, czynników wpływających na rozwój ekonomiczny i atrakcyjności inwestycyjnej. Jednostka została utworzona w 2018 roku. Kierownikiem Katedry jest dr hab. Marta Lackowska, prof. UW.